# Peperomia bopiana
Peperomia bopiana är en pepparväxtart som beskrevs av William Trelease. Peperomia bopiana ingår i släktet peperomior, och familjen pepparväxter. Inga underarter finns listade i Catalogue of Life.